# بهمن-اردشیر
وهمن-اردشیر یا بهمن-اردشیر همچنین مشهور به «فرات میشان» (همچنین با نام‌های میشان، میسان، مشون و میشان نوشته می‌شود)، یک شهر و بخش فرعی باستانی در استان میشان ساسانیان بود که در زمان کنونی در جنوب عراق واقع شده‌است.

## تاریخ
بنا به گفته دو مورخ پارسی، حمزه اصفهانی و ابن فقیه همدانی، وهمن-اردشیر توسط اولین پادشاه شاهنشاهی ساسانی، اردشیر بابکان (ح. ۲۲۴–۲۴۲) (یا دوباره) ساخته شده‌است، در حالی که برخی منابع دیگر مانند طبری به پادشاه افسانه‌ای ایران کی بهمن اعتبار بنای شهر را می‌دهند. با این حال، نام این شهر برای اولین بار در سال ۵۴۴، زمانی که اسقف نسطوری وهمن-اردشیر به عنوان کلان‌شهر میشان منصوب شد، ظاهر شد. به گفته ابن خردادبه، وهمن-اردشیر به همراه میشان (بخشی به نام استان)، دست‌میشان و ابرکواد، چهار بخش فرعی ناحیه‌ای به نام شاد بهمن را تشکیل دادند. (همچنین به املای وهمن) که به «منطقه دجله» نیز معروف است. مصبی به نام بهمن‌شیر را می‌دانند که برگرفته از نام وهمن-اردشیر است.
وهمن-اردشیر در سال ۶۳۵ در جریان فتح ایران توسط مسلمانان به تصرف افسر نظامی عرب عتبه بن غزوان درآمد. این شهر بعدها درگیر شورش‌های زنج در سال‌های ۶۸۹–۶۹۰، ۶۹۵ و در دوران اوج قدرت زنج، معروف به شورش زنج شد که از ۸۶۹ تا ۸۸۳ ادامه یافت. در سده سیزدهم وهمن-اردشیر ویران شد.